# Usa (rejon dzierżyński)
Usa (biał. Уса, Usa; ros. Уса, Usa) – wieś na Białorusi, w obwodzie mińskim, w rejonie dzierżyńskim, w sielsowiecie Fanipol, przy ujściu Wiazynki do Usy.

## Historia
W Rzeczypospolitej Obojga Narodów majątek ziemski leżący w województwie mińskim, w powiecie mińskim. Należał do jezuitów mińskich. Odpadła od Rzeczypospolitej w 1793, w wyniku II rozbioru.
W XIX i w początkach XX w. położona była w Rosji, w guberni mińskiej, w powiecie mińskim, w gminie Kojdanów. Majątek, określany wówczas jako zamożny, należał do Czerwińskich. Znajdował się tu wówczas młyn wodny turbinowy.
Po I wojnie światowej pod administracją polską, w Zarządzie Cywilnym Ziem Wschodnich, w okręgu mińskim, w powiecie mińskim, w gminie Kojdanów.
W wyniku postanowień traktatu ryskiego znalazła się w granicach Związku Sowieckiego. W latach 1932–1937 w Polskim Rejonie Narodowym im. Feliksa Dzierżyńskiego. Od 1991 w niepodległej Białorusi.